# 町田市立南第三小学校
町田市立南第三小学校（まちだしりつみなみだいさんしょうがっこう）は、東京都町田市金森東一丁目にある公立の小学校である。略称は「南三小」（みなみさんしょう）。校庭にはサクラの木が植えてあり、卒業、入学の季節には見事に咲き誇り、校歌にもその様子が歌われている。

## 沿革
- 1954年（昭和29年）9月 - 町田市立南第一小学校分校として開校（当時6教室5学級）
- 1955年（昭和30年）3月 - 完全給食の開始
- 1958年（昭和33年）4月 - 町田市立南第三小学校として独立
- 1959年（昭和34年）2月 - 校地拡張
- 1965年（昭和40年）2月 - NHKラジオ国語教室公開録音
- 1968年
  - 5月 - 学校前に歩道橋（金森歩道橋）完成
  - 7月 - プールが完成
- 1971年（昭和46年）8月 - 鉄筋校舎に改築
- 1979年（昭和54年）8月 - 西側木造校舎が解体

そして、防音工事やトイレ工事を経て、今の姿になる。

## 学校行事
- 運動会 - 毎年5月に開催。
- 学芸会・展覧会 - 毎年11月に開催。
- 書き初め会 - 毎年1月に開催。
- 大縄大会 - 毎年12・1月に開催。

## 近隣の学校
主な近隣の小学校
町田市立南第二小学校
町田市立南第四小学校
町田市立高ヶ坂小学校
町田市立小川小学校
主な進学中学校
町田市立第一中学校
町田市立第二中学校
町田市立南中学校
町田市立つくし野中学校
主な近隣の高等学校
東京都立成瀬高等学校
東京都立小川高等学校